# Скало Феровијарио (Изернија)
Скало Феровијарио је насеље у Италији у округу Изернија, региону Молизе.
Према процени из 2011. у насељу је живело 328 становника. Насеље се налази на надморској висини од 388 м.